# Paraleia falcigera
Paraleia falcigera är en tvåvingeart som beskrevs av Freeman 1951. Paraleia falcigera ingår i släktet Paraleia och familjen svampmyggor. Inga underarter finns listade i Catalogue of Life.